# Elena Toffanin
Elena Toffanin est une joueuse internationale italienne de rink hockey. 

## Palmarès
En 2016, elle participe au championnat du monde.